# Suvórov-Cherkeski
Suvórov-Cherkeski (del ruso: Суворов-Черкесский) es un posiólok del ókrug urbano de la ciudad-balneario de Anapa del krai de Krasnodar, en el sur de Rusia. Está situado a orillas del limán Vitiázevski, al norte de la desembocadura del río Gostagaika en el mar Negro, 15 km al norte de la ciudad de Anapa y 134 km al oeste de Krasnodar. Tenía 871 habitantes en 2010.
Pertenece al municipio rural Vinográdnoye.